# Athyrium
Genre
Le genre Athyrium regroupe quelques espèces de fougères.
Ce genre de fougères peut être classé parmi la famille des Woodsiaceae selon certains auteurs.

## Étymologie
Le nom scientifique Athyrium vient du grec thurion [petite porte] évoquant l'insertion de l'indusie sur la feuille chez la fougère femelle. Lors de la maturation, les indusies se relèvent sur un côté (à la manière d'une porte).

## Espèces
- Athyrium americanum (Butters) Maxon
- Athyrium distentifolium Tausch ex Opiz
- Athyrium filix-femina (L.) Roth - Fougère femelle
- Athyrium microphyllum (J. Sm.) Alston
- Athyrium niponicum (Mett.) Hance
- Athyrium pycnocarpon
- Athyrium thelypterioides
- Athyrium ×boreo-occidentali-indobharaticola-birianum Fraser-Jenk.

## Liste d'espèces
Selon Catalogue of Life (20 mai 2013) et ITIS (20 mai 2013) :

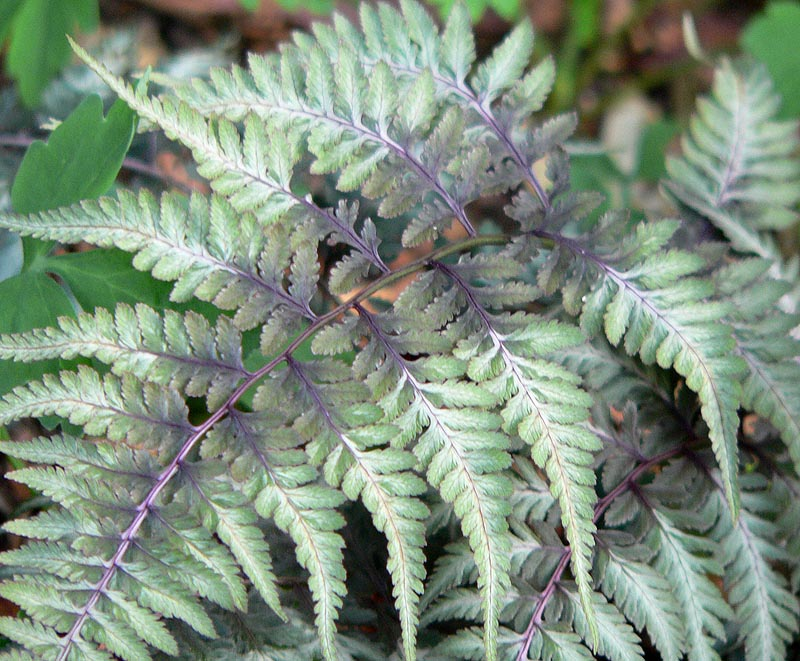
Athyrium niponicum var. pictum

- Athyrium alpestre (Hoppe) Milde - syn. Athyrium distentifolium, l'athyrium des Alpes
- Athyrium filix-femina (L.) Roth - la fougère femelle ou athyrium fougère-femelle
- Athyrium microphyllum (J. Sm.) Alston
- Athyrium niponicum (Mett.) Hance

Selon NCBI (20 mai 2013) :
- Athyrium arisanense
- Athyrium atkinsonii
- Athyrium biserrulatum
- Athyrium brevifrons
- Athyrium chingianum
- Athyrium clarkei
- Athyrium clivicola
- Athyrium cryptogrammoides
- Athyrium cumingianum
- Athyrium cuspidatum
- Athyrium deltoidofrons
- Athyrium distentifolium
- Athyrium dolosa
- Athyrium epirachis
- Athyrium eremicola
- Athyrium fangii
- Athyrium filix-femina
- Athyrium frangulum
- Athyrium giraldii
- Athyrium iseanum
- Athyrium kirisimaense
- Athyrium kuratae
- Athyrium masamunei
- Athyrium melanolepis
- Athyrium monomachi
- Athyrium multidentatum
- Athyrium nakanoi
- Athyrium neglectum
- Athyrium nigripes
- Athyrium nikkoense
- Athyrium niponicum
- Athyrium nyalamense
- Athyrium oblitescens
- Athyrium otophorum
- Athyrium palustre
- Athyrium pinetorum
- Athyrium pubicostatum
- Athyrium reflexipinnum
- Athyrium rhachidosorum
- Athyrium rupestre
- Athyrium setuligerum
- Athyrium sheareri
- Athyrium silvicola
- Athyrium sinense
- Athyrium skinneri
- Athyrium spinulosum
- Athyrium strigillosum
- Athyrium subrigescens
- Athyrium subtriangulare
- Athyrium supraspinescens
- Athyrium tashiroi
- Athyrium tozanense
- Athyrium vidalii
- Athyrium viridescentipes
- Athyrium wardii
- Athyrium × akiense
- Athyrium × hisatsuanum
- Athyrium × tokashikii
- Athyrium yokoscense
- Athyrium yui

Selon Tropicos (20 mai 2013) (Attention liste brute contenant possiblement des synonymes) :
- Athyrium accedens (Blume) Milde
- Athyrium achilleifolium (M. Martens & Galeotti) Fée
- Athyrium acrocarpum W.M. Chu
- Athyrium acrostichoides (Sw.) Diels
- Athyrium aculeatum Ching
- Athyrium acutidentatum Ching
- Athyrium acutiserratum Ching
- Athyrium acutissimum Kodama
- Athyrium acutum Ching
- Athyrium adpressum Ching & W.M. Chu
- Athyrium adscendens Ching
- Athyrium aequilaterale Ching
- Athyrium alatum Christ
- Athyrium allanticarpum Rosenst.
- Athyrium allantodioides Bedd.
- Athyrium alpestre (Hoppe) Clairv. - syn. Athyrium distentifolium
- Athyrium altum Copel.
- Athyrium amabile Ching
- Athyrium ambigua (Sw.) Milde
- Athyrium ambiguum (Raddi) Milde
- Athyrium americanum (Butters) Maxon
- Athyrium amoemum C. Chr.
- Athyrium amplissimum Ching, Boufford & K.H. Shing
- Athyrium andapense Tardieu
- Athyrium angustifolium Milde
- Athyrium angustisquamatum Holttum
- Athyrium angustum (Willd.) C. Presl
- Athyrium anisopterum Christ
- Athyrium araiostegioides Ching
- Athyrium arborescens (Bory) Milde
- Athyrium arcuatum Liebm.
- Athyrium aridum Ching
- Athyrium arisanense (Hayata) Tagawa
- Athyrium aristulatum Copel.
- Athyrium asperum (Blume) Milde
- Athyrium asplenioides (Michx.) A.A. Eaton
- Athyrium asplenoides Small
- Athyrium atkinsonii Bedd.
- Athyrium atomarium (Willd.) C. Presl
- Athyrium atropurpureum Copel.
- Athyrium atrosquamosum Copel.
- Athyrium attenuatum (Wall. ex C.B. Clarke) Tagawa
- Athyrium auriculatum Seriz.
- Athyrium australe C. Presl
- Athyrium austro-occidentale Ching
- Athyrium austro-orientale Ching
- Athyrium austro-ussuriense (Kom.) Fomin
- Athyrium austroyunnanense Ching
- Athyrium baishanzuense Ching & Y.T. Hsieh
- Athyrium baldwinii C. Chr.
- Athyrium bambusicola Ching
- Athyrium banahaoense Copel.
- Athyrium baoxingense Ching
- Athyrium barbae Christ
- Athyrium barnebyanum Mickel & Beitel
- Athyrium basilare Fée
- Athyrium bellum (C.B. Clarke) Ching
- Athyrium benguetense Christ
- Athyrium bijiangense Y.T. Hsieh & W.M. Chu
- Athyrium biondii Christ
- Athyrium biserrulatum Christ
- Athyrium bomicola Ching
- Athyrium bore-occidentali-indobharaticola-birianum Fraser-Jenk.
- Athyrium boryanum (Willd.) Tagawa
- Athyrium bourgaeui E. Fourn.
- Athyrium brevipes (Baker) Tardieu
- Athyrium brevisorum (Wall.) T. Moore
- Athyrium brevistipes Ching
- Athyrium brunnonianum (Wall.) Milde
- Athyrium bucahwangense Ching
- Athyrium bulbiferum (L.) A.A. Eaton
- Athyrium caudatum Ching
- Athyrium caudiforme Ching
- Athyrium caudipinnum Ching
- Athyrium cavalerianum Christ
- Athyrium celtidifolium (Kunze) Milde
- Athyrium ceratolepis (Christ) Copel.
- Athyrium changbaishanense Ching & J.J. Chien
- Athyrium chingianum Z.R. Wang & X.C. Zhang ex X.C. Zhang
- Athyrium christensenii Tardieu
- Athyrium chungtienense Ching
- Athyrium clarkei Bedd.
- Athyrium clemensiae Copel.
- Athyrium clivicola Tagawa
- Athyrium commixtum Koidz.
- Athyrium conchatum Fée
- Athyrium confertipinnum Ching
- Athyrium congruum (Brack.) Copel.
- Athyrium conilii (Franch. & Sav.) Tagawa
- Athyrium contingens Ching & S.K. Wu
- Athyrium copelandii Christ
- Athyrium coreanum Christ
- Athyrium cornopteroides Sa. Kurata
- Athyrium costale (Sw.) Milde
- Athyrium costaricense Christ
- Athyrium costulalisorum Ching
- Athyrium crassipes Ching
- Athyrium crassiusculum (Ching) T.J. Liu
- Athyrium crenatum (Sommerf.) Rupr.
- Athyrium crenulatoserrulatum Makino
- Athyrium criticum Ching
- Athyrium cryptogrammoides Hayata
- Athyrium cumingianum (C. Presl) Ching
- Athyrium cuspidatum (Bedd.) M. Kato
- Athyrium cyclolepis C. Chr. & Tardieu
- Athyrium cyclosorum Rupr.
- Athyrium cystopteroides D.C. Eaton
- Athyrium dailingense Ching
- Athyrium dajinense Ching
- Athyrium davidii (Franch.) Christ
- Athyrium daxianglingense Ching & H.S. Kung
- Athyrium decorum Ching
- Athyrium decurrenti-alatum (Hook.) Copel.
- Athyrium decursivum Y. Yabe
- Athyrium decurtatum (Kunze) Fée
- Athyrium delavayi Christ
- Athyrium delicatulum Ching & S.K. Wu
- Athyrium deltoidofrons Makino
- Athyrium demissum Christ
- Athyrium densisorum X.C. Zhang
- Athyrium dentatum (Sw.) Gray
- Athyrium dentigerum (Wall. ex C.B. Clarke) Mehra & Bir
- Athyrium dentilobum Ching & S.K. Wu
- Athyrium devolii Ching
- Athyrium dielsii (C. Chr.) C. Chr.
- Athyrium dilatatum (Blume) Milde
- Athyrium dimorphophyllum (Koidz.) Tagawa
- Athyrium dissectifolium Ching
- Athyrium dissitifolium (Baker) C. Chr.
- Athyrium distentifolium Tausch ex Opiz
- Athyrium doederleinii (Luerss.) Ohwi
- Athyrium dolosum Christ
- Athyrium dombeyi Desv.
- Athyrium drepanophyllum Bedd.
- Athyrium drepanopterum (Kunze) A. Braun ex Milde
- Athyrium dubium (D. Don) Ohwi
- Athyrium dulongicolum W.M. Chu
- Athyrium duthiei (Bedd.) Bedd.
- Athyrium eburneum (J. Sm.) J. Sm.
- Athyrium edentulum (Kunze) Ching
- Athyrium elatius Link
- Athyrium elegans Tagawa
- Athyrium elongatum Ching
- Athyrium emeicola Ching
- Athyrium ensiferum Ching & H.S. Kung
- Athyrium epirachis (Christ) Ching
- Athyrium eremicola Ohwi ex Sa. Kurata
- Athyrium erythrocaulon Ching
- Athyrium erythropodum Hayata
- Athyrium esculentum (Retz.) Copel.
- Athyrium excelsium Ching
- Athyrium exindusiatum Ching
- Athyrium expansum (Willd.) Moore
- Athyrium falcatum Bedd.
- Athyrium fallaciosum Milde
- Athyrium fangii Ching
- Athyrium fargesii Christ
- Athyrium fasciculatum Hand.-Mazz.
- Athyrium fauriei (Christ) Makino
- Athyrium ferulaceum (T. Moore ex Hook.) Christ
- Athyrium filix-femina (L.) Roth
- Athyrium fimbriatum (Wall. ex Hook.) T. Moore
- Athyrium fimbristegium Copel.
- Athyrium fissum Christ
- Athyrium flabellulatum (C.B. Clarke) Tardieu
- Athyrium flaccidum Christ
- Athyrium flavicoma (Christ) Ching
- Athyrium fluviale (Hayata) C. Chr.
- Athyrium foliolosum T. Moore ex R. Sim
- Athyrium fosbergii Copel.
- Athyrium fragile (L.) Spreng.
- Athyrium fragulum Tagawa
- Athyrium frangulum Tagawa
- Athyrium fujianense Ching
- Athyrium fumarioides C. Presl
- Athyrium galeottii Fée
- Athyrium giganteum De Vol
- Athyrium giraldii Christ
- Athyrium glabratum (Mett. ex Kuhn) Alston
- Athyrium glabrescense Ching
- Athyrium glandulosum Ching
- Athyrium goeringianum (Kunze) T. Moore
- Athyrium gonggaense Z.R. Wang & L.B. Zhang
- Athyrium gongshanense Ching
- Athyrium gracile E. Fourn.
- Athyrium gracillimum Ching
- Athyrium grammitoides (C. Presl) Milde
- Athyrium grande (Fée) E. Fourn.
- Athyrium griffithii (T. Moore) Milde
- Athyrium guangnanense Ching
- Athyrium guizhouense Ching
- Athyrium gymnocarpum Copel.
- Athyrium gymnogrammoides (Klotzsch ex Mett.) Bedd.
- Athyrium habaense Ching
- Athyrium hachijoense (Nakai) Ohwi
- Athyrium haenkeanum C. Presl
- Athyrium hainanense Ching
- Athyrium hakonensis (Makino) C. Chr.
- Athyrium hasseltii (Blume) Ching
- Athyrium hebeiense Ching
- Athyrium henryi (Baker) Diels
- Athyrium heterophlebium (Mett. ex Baker) Copel.
- Athyrium heterophyllum Nakai
- Athyrium hians (Kunze ex Klotzsch) Milde
- Athyrium himalaicum Ching ex Mehra & Bir
- Athyrium hirtirachis Ching & Y.P. Hsu
- Athyrium hohenackerianum T. Moore
- Athyrium hookerianum T. Moore ex Milde
- Athyrium horizontale Rosenst.
- Athyrium huhsienense Ching & Y.P. Hsu
- Athyrium humbertii C. Chr.
- Athyrium hyalostegium Copel.
- Athyrium idoneum Kom.
- Athyrium imbricatum Christ
- Athyrium infrapuberulum Ching
- Athyrium interjectum Ching
- Athyrium intermixtum Ching & P.S. Chiu
- Athyrium iseanum Rosenst.
- Athyrium japonicum (Thunb.) Copel.
- Athyrium jieguishanense Ching
- Athyrium jinshajiangense Ching & K.H. Shing
- Athyrium jiulungshanense Ching
- Athyrium kanghsienense Ching & Y.P. Hsu
- Athyrium kawakamii (Hayata) C. Chr.
- Athyrium kenzo-satakei Sa. Kurata
- Athyrium kirisimaense Tagawa
- Athyrium kiusianum (Koidz.) Tagawa
- Athyrium koryoense C. Chr.
- Athyrium kumaonicum Punetha
- Athyrium kuratae Seriz.
- Athyrium lanceum (Thunb.) Milde
- Athyrium lancipinnulum Ching
- Athyrium lastii (C. Chr.) Tardieu
- Athyrium lastreoides (Baker) Diels
- Athyrium latibasis Ching
- Athyrium latinervatum M. Kessler & A.R. Sm.
- Athyrium latisectum (H. Rosend.) Tardieu
- Athyrium laxum Pappe & Rawson
- Athyrium ledermannii Hieron.
- Athyrium leiboense Ching & Y.T. Hsieh
- Athyrium leiopodum (Hayata) Tagawa
- Athyrium letouzeyi Tardieu
- Athyrium leucothrix Maxon
- Athyrium lewalleanum Pic. Serm.
- Athyrium liangwangshanicum Ching
- Athyrium lilacinum Ching
- Athyrium lilloi (Hicken) Alston
- Athyrium lineare Ching
- Athyrium lobatocrenatum (Tagawa) Tagawa
- Athyrium loheri Christ
- Athyrium longer Ching
- Athyrium longifolium (T. Moore) Milde
- Athyrium longipes Christ
- Athyrium longipinnum Ching
- Athyrium longius Ching
- Athyrium lucidulum Kom.
- Athyrium ludingense Z.R. Wang & L.B. Zhang
- Athyrium mabianense Ching & Y.T. Hsieh
- Athyrium macdonellii (Bedd.) Bedd.
- Athyrium machangense Ching
- Athyrium mackinnoni (C. Hope) C. Chr.
- Athyrium macraei
- Athyrium macrocarpon Bedd.
- Athyrium macrocarpum (Blume) Bedd.
- Athyrium mairei Rosenst.
- Athyrium maoshanense Ching & P.C. Chiu
- Athyrium marojejyense Tardieu
- Athyrium martensii Kunze
- Athyrium matsumurae Christ ex Matsum.
- Athyrium matthewii Copel.
- Athyrium mearnsianum (Copel.) Alderw.
- Athyrium medogense X.C. Zhang
- Athyrium mehrae Bir
- Athyrium melanolepis (Franch. & Sav.) Christ
- Athyrium mengtzeense Hieron.
- Athyrium mesosorum (Makino) Makino
- Athyrium mettenianum (Miq.) Ohwi
- Athyrium micans Tagawa
- Athyrium michauxii (Spreng.) Fée
- Athyrium microphyllum Alston
- Athyrium micropterum ex Fraser-Jenk.
- Athyrium microsorum Makino
- Athyrium minimum Ching
- Athyrium mite Christ
- Athyrium mohillense (Fée) Tardieu
- Athyrium mollifrons C. Chr.
- Athyrium mongolicum (Franch.) Diels
- Athyrium monomachi Kom.
- Athyrium montanum (Lam.) Röhl. ex Spreng.
- Athyrium monticola Rosenst.
- Athyrium moritzianum (Klotzsch) E. Fourn.
- Athyrium moupinense Christ
- Athyrium muliense Ching
- Athyrium multicaudatum (Wall. ex C.B. Clarke) C. Presl
- Athyrium multidentatum (Döll) Ching
- Athyrium multipinnum Y.T. Hsieh & Z.B. Wang
- Athyrium mupinense Christ
- Athyrium musashiense (Nakai) C. Chr.
- Athyrium muticum Christ
- Athyrium myriomerum Christ
- Athyrium nakaii Tagawa
- Athyrium nakanoi Makino
- Athyrium nanchuanense Ching & Z.Y. Liu
- Athyrium nanyueense Ching
- Athyrium nemotisorum Ching & H.S. Kung
- Athyrium nemotum Ching
- Athyrium neodelavayi Ching & H.S. Kung
- Athyrium neowardii Ching
- Athyrium nephrodioides (Baker) Christ
- Athyrium newtonii Baker
- Athyrium nigripes (Blume) T. Moore
- Athyrium nikkoense Makino
- Athyrium niponicum (Mett.) Hance
- Athyrium nipponicola Ohwi
- Athyrium nitidum Ching
- Athyrium nudicaule Copel.
- Athyrium nudifrons Ching
- Athyrium nudum Copel.
- Athyrium nyalamense Y.T. Hsieh & Z.R. Wang
- Athyrium oblitescens Sa. Kurata
- Athyrium oblongum Ching
- Athyrium obtusifolium Rosenst.
- Athyrium obtusilimbum Ching
- Athyrium okuboanum Makino
- Athyrium okudairai (Makino) Ohwi
- Athyrium olentalum Ching
- Athyrium omeiense Ching
- Athyrium opacum (D. Don) Copel.
- Athyrium oppositipinnum Hayata
- Athyrium ordinatum Christ
- Athyrium oreopteris Copel.
- Athyrium oshimense Christ
- Athyrium otaria (Kunze ex Mett.) Posth.
- Athyrium otophorum (Miq.) Koidz.
- Athyrium oxyphyllum (Wall. ex Hook.) T. Moore ex Bedd.
- Athyrium pachyphlebium C. Chr.
- Athyrium pachyphyllum Ching
- Athyrium pachysorum Christ
- Athyrium palmense (Christ) Lellinger
- Athyrium paramicola L.D. Gómez
- Athyrium paranigripes X.C. Zhang
- Athyrium parapellucidum Ching
- Athyrium paucifrons C. Chr.
- Athyrium pectinatum (Wall. ex Mett.) T. Moore
- Athyrium pellucidum Ching
- Athyrium petersenii (Kunze) Bir
- Athyrium petiolosum Christ
- Athyrium petiolulatum Sa. Kurata
- Athyrium petrii (Tardieu) Ohwi
- Athyrium pin-faense (Ching) T.J. Liu
- Athyrium pinetorum Tagawa
- Athyrium pinnatifidum (Kunze) Milde
- Athyrium pitcairnense Copel.
- Athyrium platyphyllum Copel.
- Athyrium polysporum (C.B. Clarke) Ching ex Mehra & Bir
- Athyrium possieticum Kom.
- Athyrium praestans Copel.
- Athyrium praetermissum Sledge
- Athyrium praticola Ching
- Athyrium proliferum Milde
- Athyrium pseudo-filix-femina Ching
- Athyrium pseudoepirachis Ching
- Athyrium pseudosetigerum Christ
- Athyrium pterorachis Christ
- Athyrium pubicostatum Ching & Z.Y. Liu
- Athyrium pullingeri (Baker) Copel.
- Athyrium pumilio Christ
- Athyrium puncticaule (Blume) T. Moore
- Athyrium pycnocarpon Tidestr.
- Athyrium pycnocarpum Tidestr.
- Athyrium pycnosorum Christ
- Athyrium quelpaertense (Christ) Ching
- Athyrium reductum Christ
- Athyrium reflexipinnum Hayata
- Athyrium reichsteinii
- Athyrium remotisorum Ching & H.S. Kung
- Athyrium remotum Ching
- Athyrium repens Fraser-Jenk.
- Athyrium rhachidosorum (Hand.-Mazz.) Ching
- Athyrium ridleyi Copel.
- Athyrium rigescens Makino
- Athyrium roemerianum (Kunze) Milde
- Athyrium rondoense Verdc.
- Athyrium roseum Christ
- Athyrium rotundilobum Ching
- Athyrium rubricaule (Edgew. ex Clarke) Bir
- Athyrium rubripes (Kom.) Kom.
- Athyrium rufidulum (Michx.) A.A. Eaton
- Athyrium ruilicolum W.M. Chu
- Athyrium rupestre Kodama
- Athyrium rupicola (Edgew. ex C. Hope) C. Chr.
- Athyrium sammatii Tardieu
- Athyrium sancti-johannis Copel.
- Athyrium sargentii C. Chr.
- Athyrium scandicinum (Willd.) C. Presl
- Athyrium schimperi Moug. ex Fée
- Athyrium schizochlamys (Ching) K. Iwats.
- Athyrium senanense (Franch. & Sav.) Koidz. & Tagawa
- Athyrium sericellum Ching
- Athyrium serratodentatum Ching
- Athyrium sessile Ching
- Athyrium setiferum C. Chr.
- Athyrium setuligerum Sa. Kurata
- Athyrium shaanxiense Ching & Y.T. Hsieh
- Athyrium sheareri (Baker) Ching
- Athyrium sikkimense (Bir) Á. Löve & D. Löve
- Athyrium silvestrii Christ
- Athyrium silvicola Tagawa
- Athyrium simlense Fraser-Jenk.
- Athyrium simplicivenium Holttum
- Athyrium sinense Rupr.
- Athyrium sinovidalii Ching & Z.Y. Liu
- Athyrium sitchense Rupr.
- Athyrium skinneri (Baker) Diels
- Athyrium solenopteris Moore
- Athyrium solutum Christ
- Athyrium species Fil.
- Athyrium spectabile (Wall. ex Mett.) C. Presl
- Athyrium sphaerocarpon Fée
- Athyrium sphaeropteroides (Baker) C. Chr.
- Athyrium spinosissimum Ching
- Athyrium spinulosum (Maxim.) Milde
- Athyrium squamigerum (Mett.) Ohwi
- Athyrium squamipes Ching
- Athyrium squamulosum (Fée) Fée
- Athyrium stenopodum Ching & S.K. Wu
- Athyrium stramineum Copel.
- Athyrium strigillosum (T. Moore ex E.J. Lowe) Salomon
- Athyrium subcoriaceum Ching
- Athyrium subfluviale (Hayata) Tagawa
- Athyrium sublineare Ching
- Athyrium submacrocarpum Ching & S.K. Wu
- Athyrium subpubicostatum Ching & Z.Y. Liu
- Athyrium subquadripinnatum Copel.
- Athyrium subrigescens (Hayata) Hayata ex H. Itô
- Athyrium subsimile Christ
- Athyrium subspinulosum Ching
- Athyrium subtriangulare (Hook.) Bedd.
- Athyrium subtripinnatum Ching
- Athyrium supranigrescens Ching
- Athyrium suprapuberulum Ching
- Athyrium suprapubescens Ching
- Athyrium supraspinescens C. Chr.
- Athyrium sylvestrii Christ
- Athyrium symmetricum Copel.
- Athyrium tagawai C. Chr.
- Athyrium taipaishanense Ching
- Athyrium taiwanense Tagawa
- Athyrium takeoi (Hayata) Tagawa
- Athyrium tarulakaense Ching
- Athyrium tashiroi Tagawa
- Athyrium tejeroi Mickel & Tejero
- Athyrium tenue (Michx.) A.A. Eaton
- Athyrium tenuicaule (Hayata) Tagawa
- Athyrium tenuifolium Copel.
- Athyrium tenuifrons (Wall. ex C. Hope) Punetha
- Athyrium tenuipaleatum Copel.
- Athyrium tenuisectum (Blume) T. Moore
- Athyrium tenuissimum (Hayata) Merr.
- Athyrium thelypterioides (Michx.) Desv.
- Athyrium thelypteris (L.) Spreng.
- Athyrium thwaitesii (A. Braun ex Mett.) Milde
- Athyrium thysanocarpa Hayata
- Athyrium tianzishanense S.F. Wu & L.F. Zhang
- Athyrium tibeticum Ching
- Athyrium toppingianum (Copel.) Copel.
- Athyrium tozanense (Hayata) Hayata
- Athyrium triangulare Alderw.
- Athyrium tripinnatum Tagawa
- Athyrium tsaii Ching
- Athyrium tsusimense Koidz.
- Athyrium tussacii (Fée) Fée
- Athyrium uniforme Ching
- Athyrium unifurcatum (Baker) C. Chr.
- Athyrium uniseriatum Ching
- Athyrium uropteron (Miq.) C. Chr.
- Athyrium varians Ching & Z.Y. Liu
- Athyrium veitchii Christ
- Athyrium venulosum Ching
- Athyrium verapax Christ
- Athyrium vermae Fraser-Jenk.
- Athyrium vidalii (Franch. & Sav.) Nakai
- Athyrium violascens Diels
- Athyrium virescens (Kunze) Ohwi
- Athyrium viridescentipes Sa. Kurata
- Athyrium viridifrons Makino
- Athyrium viviparum Christ
- Athyrium wallichianum Ching
- Athyrium wangii Ching
- Athyrium wardii (Hook.) Makino
- Athyrium welwitschii Tardieu
- Athyrium wichurae (Mett.) Merr.
- Athyrium wilsonii Christ
- Athyrium woodsioides Christ
- Athyrium wugongshanense Ching & Y.T. Hsieh
- Athyrium wuliangshanense Ching
- Athyrium wumonshanicum Ching
- Athyrium wuyishanense Ching
- Athyrium xiangxiense S.F. Wu
- Athyrium xichouense Y.T. Hsieh & Z.R. Wang
- Athyrium yaanense Ching
- Athyrium yakusimense Tagawa
- Athyrium yamadae Miyabe & Kudô
- Athyrium yindeense Ching
- Athyrium yokoscense (Franch. & Sav.) Christ
- Athyrium yuanyangense Y.T. Hsieh & W.M. Chu
- Athyrium yui Ching
- Athyrium yunnanense Christ
- Athyrium yunnanicum Ching
- Athyrium yuyangense Ching
- Athyrium zakamenense Tardieu
- Athyrium zayuense Z.R. Wang
- Athyrium zhenfengense Ching